# جوزيبا باربابيكولا
كانت جوزيبا إليونورا باربابيكولا (1702- 1740 تقريبًا) فيلسوفة طبيعية إيطالية وشاعرة ومترجمة. تُشتهر بترجمتها كتاب مبادئ الفلسفة لرينيه ديكارت إلى الإيطالية في عام 1722. في مقدمة ترجمتها لمبادئ الفلسفة، زعمت باربابيكولا أن النساء، بعكس ما يعتقده معاصروها، لسن أقل شأنًا من الناحية الفكرية بطبيعتهن، ولكن بسبب افتقارهن إلى التعليم. نسب علماء نابولي الفضل إلى باربابيكولا باعتبارها الشخص الذي أدخل الفكر الديكارتي إلى إيطاليا.

## خلفية
يُرجح أن باربابيكولا وُلدت في نابولي، ويبدو أن عائلتها من ساليرنو في الأصل. كان خالها توماسو ماريا ألفاني، وهو مبشر دومينيكاني مشهور في نابولي وصديق مراسلة لجيامباتيستا فيكو. على الرغم من أن لا شيء معروف عن والديها، يمكن القول إن خالها أثر على تنشئتها في التربية والتعليم.
كانت عضوًا في أكاديمية أركاديا ببولونيا تحت اسم ميريستيك. غالبًا ما نشرت قصائدها بالتعاون مع صديقتها، الشاعرة لويزا فيكو.

## تعليمها
لا تُعرف معلومات عن تعليم باربابيكولا الرسمي. لكن اقتُرح أن معظم معرفتها تراكمت من خلال النقاشات في صالونات نابولي. والأرجح على وجه الخصوص أنها حازت معظم معرفتها في منزل الفيلسوف الإيطالي جيامباتيستا فيكو، نظرًا إلى أن فيكو كان والد صديقتها المقربة لويزا. من مراسلاتها مع ابنة فيكو وفيكو نفسه، يمكن استنتاج أنها كانت صديقة مقربة لعائلة فيكو وعضوًا بارزًا في الدوائر الفكرية في نابولي.

## مقدمة: دور المرأة والتعليم
في مقدمتها المطوّلة لترجمة كتاب مبادئ الفلسفة لرينيه ديكارت إلى الإيطالية، والتي نُشرت عام 1722، دافعت باربابيكولا عن قدرة النساء الفكرية وحقهن بالتعليم الهادف وامتلاك صوت مسموع في الخطاب الفكري الذي يهيمن عليه الرجال. تبدأ باعتذار وتدافع عن ترجمتها أمام حجج الدونية الفكرية النسائية، كالتي قدمها هوميروس وهيرودوت وكلود فلوري. تسرد باربابيكولا بعد ذلك إنجازات النساء عبر التاريخ، فتستشهد بدافني وديوتيما وكرستينا ملكة السويد وآن لو فيفر وغيرهن. تسعى أيضًا إلى نشر فلسفة ديكارت، الذي منح الصلاحية الفكرية للمرأة. أهدت الترجمة للملكة إليزابيث ستيوارت التي حافظ ديكارت على تبادل فلسفي ممتد معها.
«لكن إذا ما نظر المرء نظرة دقيقة صريحة، فيجب ألا تُستثنى النساء من دراسة العلوم، ذلك أن أرواحهن أشد رفعة ولسن أقل شأنًا من الرجال فيما يتعلق بالفضائل الكبرى».

## جوسيبا باربابيكولا، من مقدمة ترجمتها لمبادئ الفلسفة.
حددت باربابيكولا النساء باعتبارهن المستفيدات من ترجمتها، نظرًا إلى أنها تسعى إلى موازنة أوجه القصور في التعليم التقليدي للمرأة في «تعاليم الكنيسة والخياطة والأعمال الصغيرة المتنوعة والغناء والرقص وأزياء الموضة والسلوك المتأدب والكلام المهذب».

## في الثقافة الشعبية
في كيبولا بيرن، الكتاب الرابع من سلسلة المتسع الروائية، تحمل سفينة فضائية اسم باربابيكولا. تظهر السفينة واسمها أيضًا في الموسم الرابع من المسلسل التلفزيوني.